# チュウ (歌手)
チュウ（朝: 츄、英: Chuu、1999年10月20日 - ）は、韓国の女性歌手。ガールズグループ今月の少女（LOONA）および同グループ内ユニットである今月の少女（LOONA）yyxyの元メンバー。メインボーカル担当。忠清北道清州市出身で、本名はキム・ジウ（朝: 김지우、漢: 金智雨）。

## 来歴

### デビュー前
1999年10月20日、忠清北道清州市で生まれた。本貫は金海金氏。家族には両親と弟2人（2005年と2007年生まれ）がいる。
チュウの母親は声楽を専攻しており、幼い頃から歌手になることを夢見ていた。歌手デビューするためのオーディション時には、ビヨンセの「ヘイロー」を歌ったことを明かしている。
その一方で、小中学生時代まではテコンドーもやっており、黒帯3段を保持している。
地元である清州市内の小中学校を卒業後は歌手を志して、芸能関係者が多く通うことで知られるソウル特別市内にある韓林演芸芸術高等学校実用音楽科に進学し、後に今月の少女のメンバーとしても活動を共にすることとなる同じ清州市出身のキムリップと同級生となり、共に2018年に卒業した。
デビュー前はインスタグラマーとしても有名であったとされるが、現在はデビュー前に利用していたInstagramのアカウントは削除されている。しかし、2022年9月28日にInstagramの個人アカウントが開設された。

### 2015年 - 2017年
今月の少女のメンバーとしてデビューする前の2015年には、KBSテレビで放送されたアニメ「誕生日王国プリンセスプリン」の挿入歌「大人になりたい」を歌っている。またドリームボーカル実用音楽学院やFNCアカデミーに練習生としても活動していた。

### 2017年 - 2022年

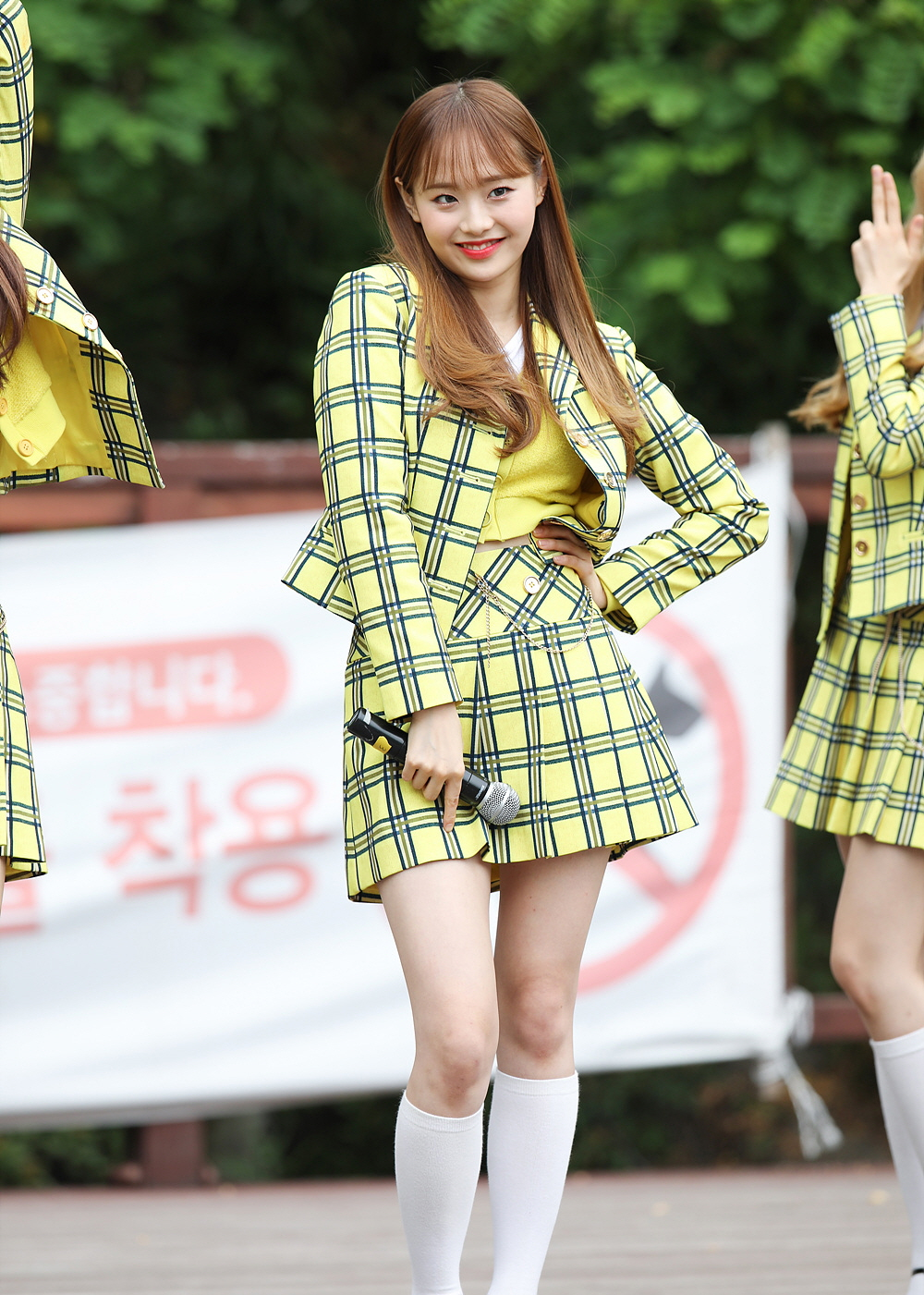
2018年6月10日、「SBS人気歌謡」のミニファンミーティングでyyxyのメンバーとして公演するチュウ。

チュウは2017年12月14日に今月の少女の10番目のメンバーとして公開され、同月28日に、シングルアルバム『Chuu』でソロデビューした。なお、今月の少女では各メンバーに象徴動物や象徴果物が定められているが、チュウの場合は象徴動物がペンギン、象徴果物がイチゴとなっている。
2018年4月27日には同グループのイヴ、ゴウォン、オリビアヘとの4人組ユニットであるyyxy（ワイワイバイワイ）の活動とミニアルバムのリリースが発表され、翌月30日にミニアルバム『beauty&thebeat』がリリースされた。
2019年には、tvN D storyのウェブドラマ「必須恋愛教養」では「ハン・ウンソル」役として自身初の俳優業に挑戦した。
2019年12月、MBCのバラエティー番組「アイドルスター選手権大会」に出演。この際、チュウは番組スタッフの1人から髪を引っ張られる一幕があり、MBCには批判が殺到した。番組側は、「スタッフの不注意により多くの方に不快な思いをさせ、ご心配をお掛けしました。二度とこうしたことがないよう注意していきます」との立場を発表し、「当該スタッフは深く反省しており、チュウさんに心から謝罪しました」として、チュウに謝罪を表明している。
2020年には、環境保護を目的としたチュウの単独YouTubeチャンネル「守ってチュウ」（Chuu Can Do It）と翌2021年には、別のYouTubeチャンネル「Hauteur the day」（現在は投稿されていた動画が削除されている）が開設され、YouTuberとしても活動している。
2021年以降は、3月30日に初のテレビCM単独出演となった東亜大塚の「ポカリスエット」の韓国内における第31代イメージモデルに起用されたのを皮切りに、サムスン電子の「Galaxy Store」、チキンブランドのチキンマル、京畿道観光公社、シミュレーションゲームの「ウォーパス」、BCカードといったテレビCMに立て続けに出演した。
2022年11月25日、自身が所属しているアイドルグループ今月の少女（LOONA）を脱退することを発表した。

### 2023年 - 現在
2023年10月18日、1stミニアルバム『Howl』をリリースし、本格的にソロ活動を開始した。
2024年6月25日、2ndミニアルバム『Strawberry Rush』をリリースした。
2024年6月27日、チュウは2021年12月に提起した収益分配を巡る専属契約無効訴訟で、最終的に元事務所のBlockberry Creativeに対して勝訴した。
2025年4月21日、3rdミニアルバム『Only cry in the rain』をリリース予定。

## 人物

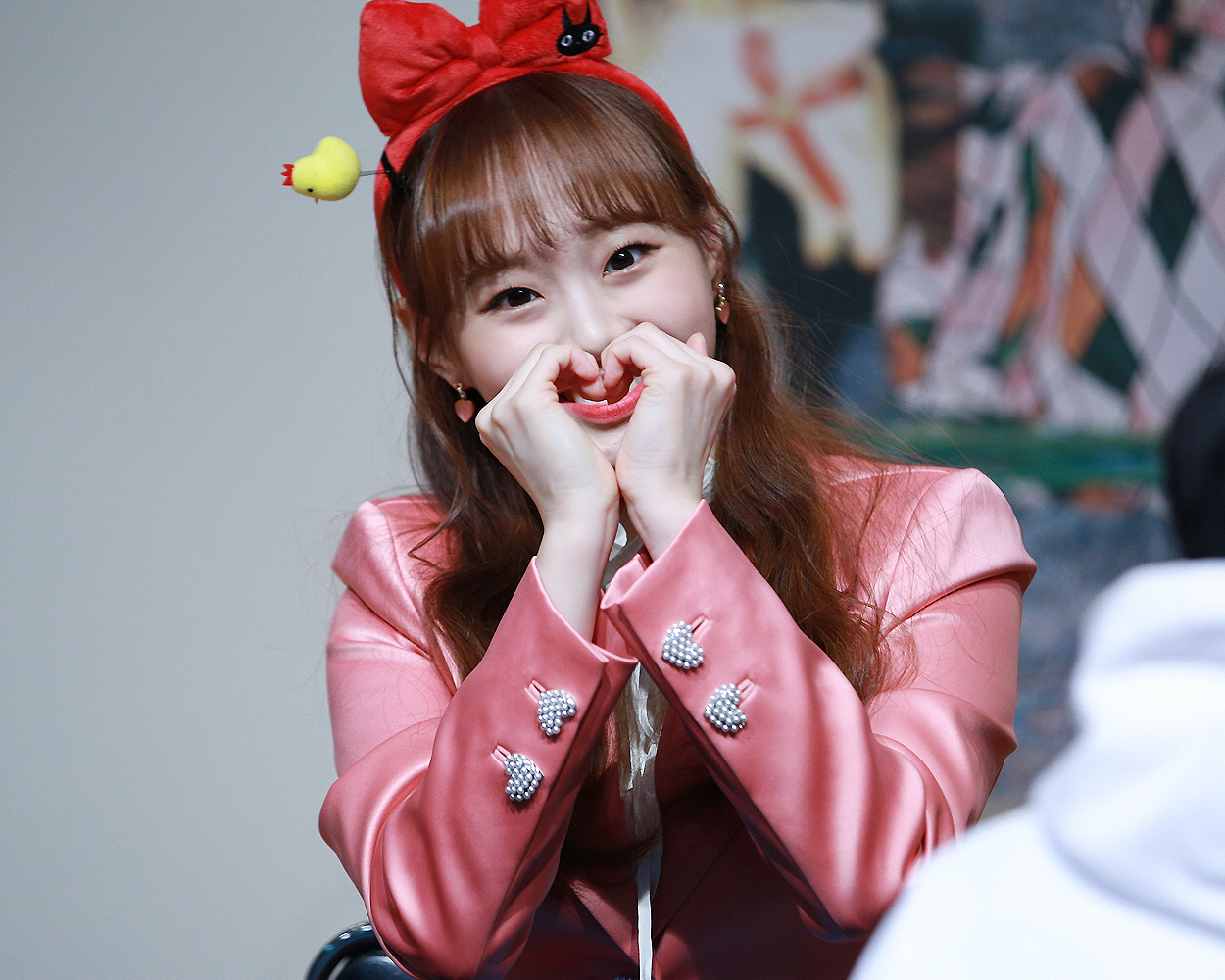
チュウによるハートポーズは、両手で自分の口元辺りに円を作り、それに噛みつくような動作をしてハートを作るポーズで「かみつきハート」、「チュウハート」と呼ばれ、多くのK-POPアイドルに真似されて流行するに至った。

「チュウ」という芸名は、本名の「ジウ」を繰り返し言い続けると最終的に「チュウ」に聞こえるようになったことから付いている。
同じ今月の少女のキムリップやMOMOLANDのジュイとは高校時代の同級生で、親友であることを明かしており、両者ともチュウのYouTubeチャンネル「地球を守ってチュウ」に出演経験がある。
出演するテレビ番組や自身のYouTubeチャンネルでは手ハートや指ハートといったハートポーズを度々披露したり、今月の少女のメンバーや共演者、スタッフをよく笑わせることがあることなどから、明るく愛嬌溢れるキャラクターであるとされ、実際に2020年に出演していた「走る仲∼Running girls∼」では、共演したハニ、ソンミ、ユア、チョンハの前で終始ハイテンションに振る舞う様子が放送されると、視聴者からは「こんなに愛らしい人は見たことがない」と評されて虜になる者が続出したと言われる。
そのため、今月の少女のメンバーからは、「ハート職人」、「愛嬌職人」と呼ばれたこともある。
また、自らの頭を相手に近づけて、撫でてもらうようお願いするといったことを行うこともあるが、チュウ自身で自らの頭を撫でることもある。

## 事件

### 虚偽のいじめ報道
2021年2月22日、チュウは、中学時代の同級生を名乗る人物から学生時代に「グループトークルームに招待し、私に悪口を言ったり、脅迫したりした。また下校中、校門の前で家に帰ろうとする私の前に立ちはだかり、悪口を言ったこともある。給食も食べられず、いつも1人で教室に残っていたし、匂いがするとしていじめられた」、「チュウが私に悪口を言ったり、脅迫したりした。また、私のものを盗み、給食も食べられなかった」などといったいじめを受けたとして告発された。
しかしこれに対して、翌23日にチュウの所属事務所であるブロックベリークリエイティブは「ネット上で広がっている今月の少女に関連する噂は悪意のあるもので、明白な虚偽内容です。所属アーティストについての虚偽事実が無分別に流布されることを、これ以上見過ごすことはできないと判断し、所属アーティストを保護するために24日、法務法人広場を通じて虚偽事実流布による名誉毀損罪で告訴を準備しています」と疑惑を否定する公式コメントを発表した。
その後、チュウによるいじめを告発した人物は主張が虚偽であったことを認めて、関係者に謝罪している。

## 作品

### ミニアルバム
| No. | タイトル                               | 収録曲                                                                                               |
| --- | -------------------------------------- | --- |
| 1st | Howl （2023年10月18日）                | 1. Howl 2. Underwater 3. My Palace 4. Aliens 5. Hitchhiker                                           |
| 2nd | Strawberry Rush （2024年6月25日）      | 1. Strawberry Rush 2. Honeybee 3. Daydreamer 4. Lucid Dream 5. Chocolate 6. Chocolate (English Ver.) |
| 3rd | Only cry in the rain （2025年4月21日） | 1. Only cry in the rain 2. Back in town 3. Kiss a kitty 4. Je t'ame 5. No more                       |

### デジタルシングル
| No. | タイトル                                      | 収録曲                         |
| --- | --------------------------------------------- | ------------------------------ |
| -   | Chocolate （2024年2月13日）                   | 1. Chocolate                   |
| -   | Chocolate (English Version) （2024年2月14日） | 1. Chocolate (English Version) |

### シングル
| タイトル                                                   | リリース年 |
| ---------------------------------------------------------- | ---------- |
| "World Is One 2021" (キム・ヨハン、エリック・ベリンジャー) | 2021年     |

### OST
| タイトル                          | リリース年 | OST                            |
| --------------------------------- | ---------- | ------------------------------ |
| 大人になりたい (어른이 되고 싶어) | 2015年     | 誕生日王国プリンセスプリン OST |
| 春の花 (봄꽃)                     | 2020年     | 出師表 OST                     |
| Hello (좋아서 그래)               | 2021年     | 恋の予感コンビニ OST           |
| Loving U (좋아서 좋아해)          | 2021年     | オーケー、グァン姉妹 OST       |

## ソロシングル
Chuu (チュウ)は、今月の少女プロジェクトでイヴの次に発表された十番目の少女であるチュウのソロシングル。2017年12月28日にBlockBerry Creativeからリリースされ、Danalエンターテインメントから発売された。
アルバムの形態は、ソロバージョンとイヴとのツーショットバージョンの2種類展開されている。

### 収録曲
1. Heart Attack
作詞：パク・ジヨン
作曲編曲：Ollipop, Hayley Aitken
2. Girl’s Talk
作詞曲：G-High, ソン・ゴウン
編曲：G-High

### 楽曲解説
Heart Attack
タイトル曲。恋に落ちた感情を真剣で深刻なことだと考えず、生きている絵文字を見ている様なチュウの潑剌な表現力で完成されている。ミュージック・ビデオにはルネ・マグリットの絵画「盗聴の部屋」をベースにした映像美が映し出されている。
Girl‘s Talk
イヴとのデュエットソング。少女たちの日常的な会話が歌詞に込められている。時にはスイートで、ある時にはシークレットな少女達の雑談を音楽で表現。ヒジンの‘ViViD’から今月の少女ODD EYE CIRCLEの‘Uncover’まで、今月の少女のユニークな音楽色を創り出したMonoTree G-Highのプロデュースにより再び今月の少女の音楽的クオリティを証明した。

## 出演

### ウェブドラマ
- 2019年 - tvN D story「必須恋愛教養」

### バラエティ番組
- 2019年 - ジャムフリーYouTube・ネイバーTV「イセクイ」シーズン2[40]
- 2020年 - MBC「ミステリー音楽ショー: 覆面歌王」[41]
- 2020年 - Mnet「走る仲∼Running girls∼」[42]
- 2021年 - MBC「撮るなら何する？」[43]
- 2021年 - チャンネルA・SKY「鋼鉄部隊」[44]
- 2021年 - SBS「ジャングルの法則」[45]

### CM
- 2021年 - 東亜大塚「ポカリスエット」[13]
- 2021年 - サムスン電子「Galaxy Store」
- 2021年 - チキンマル[14]
- 2021年 - 京畿道観光公社[15]
- 2021年 - ウォーパス[16]
- 2021年 - BCカード[17]
- 2021年 - 農心「ノグリ」[46]

## 受賞とノミネート
| 賞                | 年     | 部門               | ノミネート対象 | 結果 | 出典   |
| ----------------- | ------ | ------------------ | -------------- | ---- | ------ |
| APAN MUSIC AWARDS | 2020年 | エンターテイナー賞 | チュウ         | 受賞 | [ 47 ] |